# Dactylorhiza claudiopolitana
Dactylorhiza claudiopolitana là một loài thực vật có hoa trong họ Lan. Loài này được (Simonk.) Borsos & Soó mô tả khoa học đầu tiên năm 1961.